# 8515 Corvan
8515 Corvan eller 1991 RJ är en asteroid i huvudbältet som upptäcktes den 4 september 1991 av den australiensiske astronomen Robert H. McNaught vid Siding Spring-observatoriet. Den är uppkallad efter Patrick G. Corvan.
Asteroiden har en diameter på ungefär 6 kilometer och den tillhör asteroidgruppen Eunomia.